# Sirens
Sirens — невипущений демо-альбом американської співачки й авторки пісень Лани Дель Рей під псевдонімом Мей Джейл. Він був записаний у 2006 році, але з'явився в мережі лише у 2012, в "епоху" альбому Born to Die. Тоді також були розповсюджені неопубліковані композиції Лани. Незрозуміло, яким чином пісні були розповсюджені, але є припущення, що вони були вкрадені з ноутбуку співачки після того, як вона під’єдналася до незахищеної мережі Wi-Fi. Дель Рей ніяк не прокоментувала ці чутки.
Деякі пісні з альбому також з’являються в мініальбомах Young like Me і From the End, а також у мікстейпі The Phenomena of Lizzy Grant.

## Передісторія та композиція
Вивчивши шість акордів на акустичній гітарі, коли їй було 18 років, Дель Рей взялася за завдання написати якомога більше пісень з ними. Альбом став результатом її експериментів. Майже всі пісні в альбомі належать до одного діапазону, і багато з них написані в одній тональності. Кожен трек складається виключно з вокалу та акустичної гітари Лани. Майже в усіх треках Дель Рей співає у вищому регістрі, за винятком «Birds of a Feather».
Усі пісні були записані в рідному місті співачки, Лейк-Плесіді, штат Нью-Йорк, на студії Джима Кушмана. Продюсер альбому залишається невідомим, хоча більшість людей вважають ним саму Дель Рей. Згідно з профілем Алекса Фрізелла на LinkedIn, саме він став звукорежисером альбому.
Багато тем альбому, включаючи кохання, невинність та дорослішання, були включені в наступні роботи Дель Рей, особливо в Born to Die. В альбомі є посилання на «К», ліричного героя й ймовірного коханого Дель Рей. 

## Критичний прийом

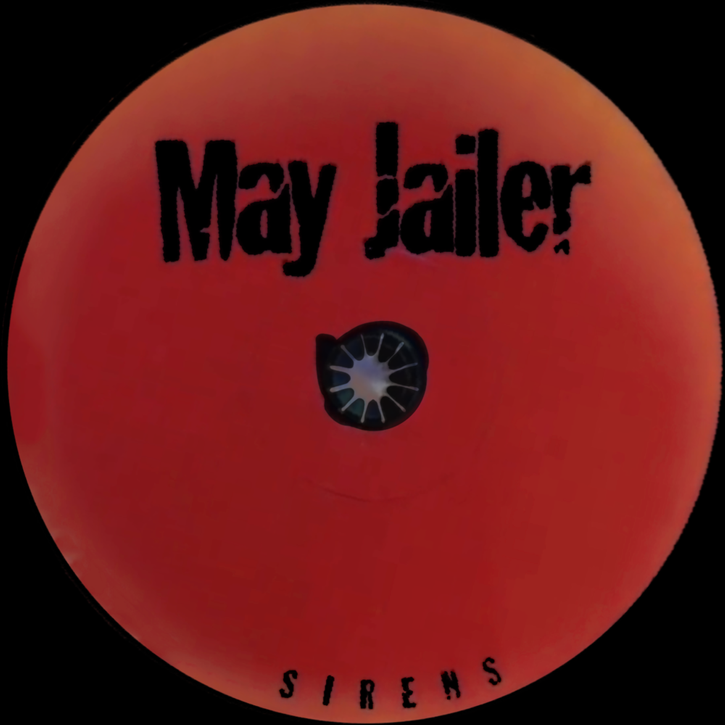
Вигляд диску альбому

Критичні відгуки про альбом були позитивними. Багато критиків порівнювали Sirens із першим студійним альбомом співачки Джуел — Pieces of You (1995) через його акустичні мотиви та м’який вокал Лани, а також з тою музикою, яку «часто можна почути в затишній кав'ярні маленького міста».
Беккі Бейн із Idolator прокоментувала, що «хоча вокал Лани досить слабкий і хиткий, на всіх цих невигадливих треках вона звучить ніжно». Том Брієн зі Stereogum так розглянув роботу: «Пісні з Sirens, які Лана співає тремтячим голосом у супроводі акустичної гітари, добре показують таємничість, яка пізніше розкривається і визначає її імідж». Емі Скіарретто, що пише для Pop Crush, порівняла голос Дель Рей з голосом «маленької пташки», також сказавши, що «не дивно, що пісні під назвами «Birds of a Feather» і «Aviation» з'явилися в альбомі».

## Обкладинка
Незважаючи на відсутність офіційної обкладинки альбому, користувач TikTok завантажив відео, де показує копію компакт-диска. На обкладинці є примітка з тодішнім псевдонімом Лани (Мей Джейлер), а сам диск помаранчевого кольору з чорними написами «May Jailer» і «Sirens».

## Трек-лист
Автор музики і слів Ліззі Грант. 
| #     | Назва                         | Тривалість |
| ----- | ----------------------------- | ---------- |
| 1.    | «For K»                       | 2:44       |
| 2.    | «Next to Me»                  | 2:41       |
| 3.    | «A Star for Nick»             | 2:43       |
| 4.    | «My Momma»                    | 3:25       |
| 5.    | «Bad Disease»                 | 3:42       |
| 6.    | «Out with a Bang»             | 3:19       |
| 7.    | «Dear Elliot»                 | 4:33       |
| 8.    | «Try Tonight»                 | 3:35       |
| 9.    | «Peace»                       | 5:48       |
| 10.   | «How Do You Know Me So Well?» | 3:59       |
| 11.   | «Pretty Baby»                 | 3:39       |
| 12.   | «Aviation»                    | 3:11       |
| 13.   | «Move»                        | 4:13       |
| 14.   | «Junky Pride»                 | 2:52       |
| 15.   | «Birds of a Feather»          | 2:46       |
| 53:17 |                               |            |